# Patchwork

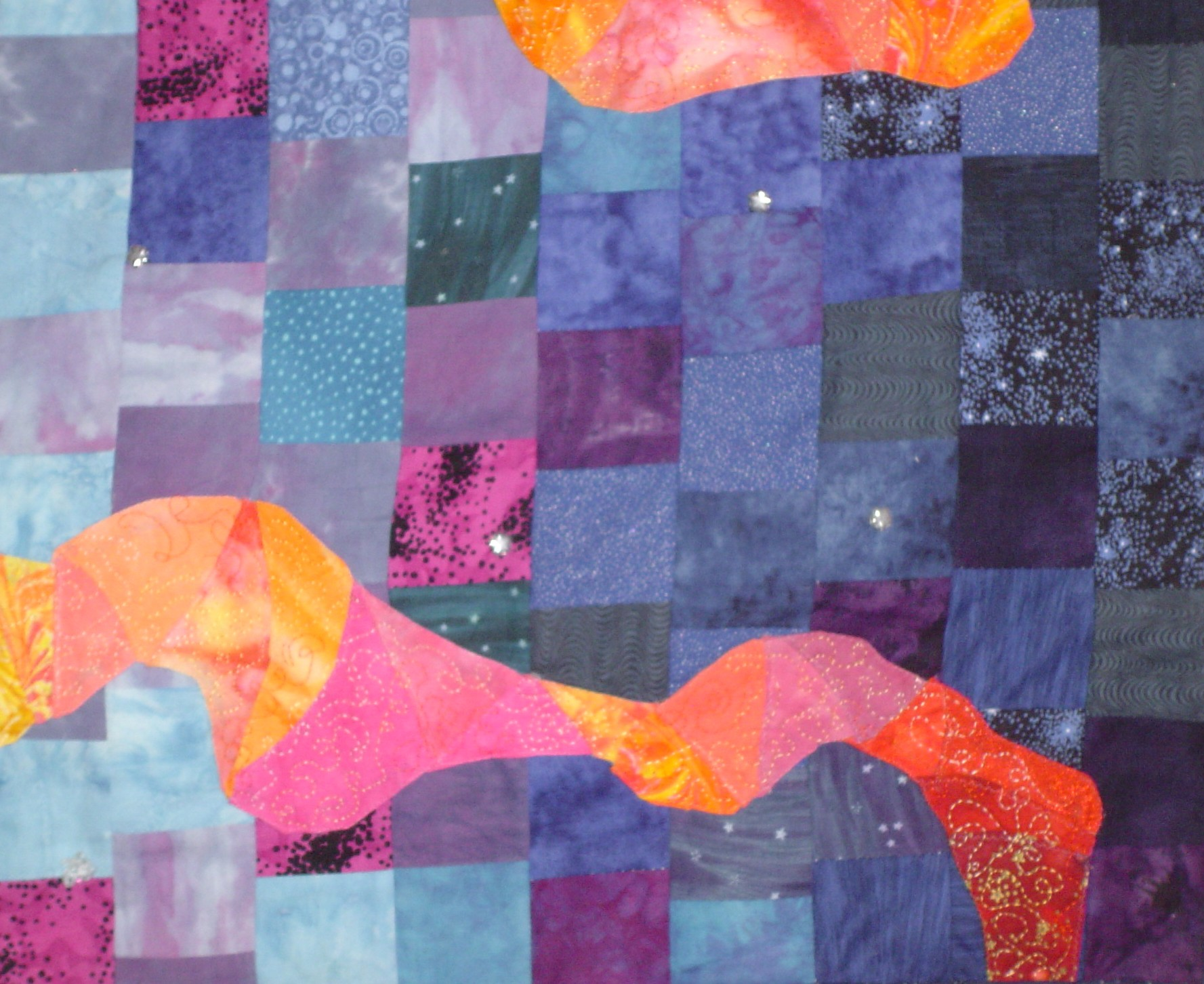
Patchwork

Il patchwork (tradotto indica "lavoro con le toppe") è un manufatto che consiste nell'unione, tramite cucitura, di diverse parti di tessuto, generalmente ma non esclusivamente di cotone, al fine di ottenere un oggetto per la persona o la casa, con motivi geometrici o meno.
È una tecnica molto usata per realizzare dei quilt, che sono trapunte il cui top (parte superiore) è composto dal manufatto patchwork, un mollettone (imbottitura in cotone o sintetico) e da un telo inferiore (backing) di solito in mussola e una chiusura fatta con lo sbieco (binding), che serve per chiudere e decorare i bordi del quilt. Il quilt viene infine decorato con delle "impunture" chiamato quilting, che poi dà il nome al manufatto finale.

## Tipi di patchwork

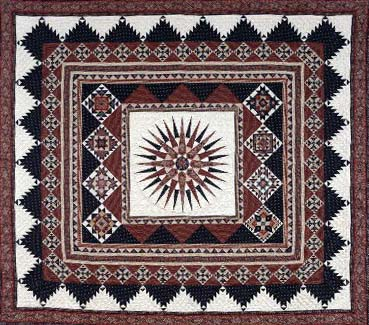
Quilt

Le tradizionali tipologie di patchwork che riguardano questi tipi di manufatti sono:
- geometrici, esistono migliaia di schemi di questo genere ogni blocco ha un suo nome e una sua storia particolare;
- applique e baltimora, sono due tecniche simili che però indicano due tipologie di manufatto differenti; il primo viene utilizzato per indicare tutti i manufatti con stoffe sovrapposte che formano dei disegni particolari, mentre il secondo indica una serie di schemi in appliqué tradizionali che prendono il nome proprio dalla città (tipicamente cestini o cornucopie che traboccano di frutta e fiori) nella quale sono stati per la prima volta disegnati. I quilt realizzati con questa tecnica vengono chiamati baltimora's quilt. In entrambi i casi ogni disegno è composto da più pezzi piccoli di stoffa che vengono applicati sul blocco e che insieme concorrono alla realizzazione del motivo finale;
- hawaiani è la tecnica inversa dell'appliqué; in questo genere di manufatti si hanno due o più teli della stessa dimensione e il telo superiore viene ritagliato per la realizzazione dei tipici decori hawaiani per poi essere fissato a sottopunto sul telo inferiore. La differenza con l'appliqué è solo nel procedimento;
- molas tipica degli indiani delle isole dell'arcipelago San Blas (Panama) che vengono eseguiti sovrapponendo più stoffe di colori sgargianti una sull'altra e tagliando pezzo per pezzo per creare un bassorilievo; ogni volta che si fa un taglio si decide a quale colore di stoffa fermarsi e si fissa il tutto a sottopunto.

Nel tempo la tecnica del patchwork come tecnica di costruzione di un top, si è evoluta sia per diffusione nei vari paesi del mondo (grande successo ha avuto anche in Giappone che ha sviluppato una nuova tecnica di confezione di oggetti e quilt che si chiama folded patchwork) e ha ampliato la gamma di prodotti che vengono confezionati e quindi si producono borse, camicie, oggetti per la casa (americanine, portapane, tende) e anche capi d'abbigliamento.

## Storia
La tecnica si è sviluppata nei secoli scorsi presso i pionieri americani che riciclavano le parti in condizioni migliori dei capi ormai consunti per la riparazione di altri capi o per la realizzazione di nuovi, in particolare coperte imbottite con foglie di tabacco, cotone, ecc
Il patchwork si è diffuso in Italia a partire dalla metà degli anni novanta con l'importazione dei tessuti specifici e della relativa attrezzatura e la diffusione dei primi corsi relativi.
Con il termine "patchwork" oggi, impropriamente, si indicano una serie di tecniche che nulla hanno a che vedere con questo tipo di manufatto come ad esempio il "patchwork senz'ago" che indica lavori in cui la stoffa viene fermata in fenditure fatte per permettere la copertura dell'oggetto in polistirolo.

## Materiali
I tessuti americani hanno la prerogativa, pur essendo in cotone, di non ritirarsi soprattutto di avere colori che non stingono.
L'attrezzatura principale consiste di:
- Righello graduato e le Squadre, si tratta di un rettangolo di materiale plastico di vari formati (il più diffuso è 15 x 60 cm) trasparente riportante le misure su entrambe le direzioni ed anche le angolature di 30, 45 e 60°;
- Taglierino rotante, chiamato Cutter con una lama circolare che, accostato al righello, taglia in modo perfetto il tessuto;
- Pianale per taglio; è una base antitaglio (utilizzata spesso per lavori in cui si richiede l'utilizzo di taglierini o bisturi) indispensabile per utilizzare il cutter senza rovinare la lama e il piano di lavoro.

A questa attrezzatura di base si aggiunge di norma la macchina per cucire in grado di fare una semplice cucitura diritta, aghi e fili.

## Tecnica
La lavorazione si compone di diverse fasi.
All'inizio si prepara il disegno dell'oggetto che si intende realizzare in scala. Nel complesso il top sarà diviso in blocchi che a loro volta saranno ulteriormente divisi in pezzi (patch= pezza work=lavoro). Ogni pezzo deve essere dimensionato e va fatto un elenco di quanti e quali pezzi serve tagliare; così sarà anche più facile avere un'idea di quanta e quale stoffa servirà alla realizzazione del top.
Terminato il disegno si procede con il taglio del tessuto, stirato accuratamente in precedenza, tenendo su ogni lato un margine di cucitura di 0,6 cm. Ad esempio se il pezzo che ci serve è di 4 x 4 cm il taglio dovrà essere effettuato di 5,2 cm.
Terminato questo passaggio si procede con la cucitura tenendo, ovviamente, un margine di 6 mm. Dopo la cucitura si procede ad una nuova stiratura per appiattire i margini per le cuciture successive.
Al termine dell'assemblaggio, a seconda dell'oggetto che si intende realizzare potrebbe essere necessaria una trapuntatura manuale più tradizionale o a macchina.